# Mochica
Močika (Mochica, Moche, Muchik, Proto-Chimu), Stari indijanski narod iz Perua jezične porodice Yuncan, koji se smatraju precima kasnijih Chimúa. Proto-Chimú ili Močika nosioci su bogate istoimene kulture koja se pojavila na području današnjeg Perua otprilike u vrijeme slabljenja Rimskog Carstva u Europi. Sagradili su brojne piramide od opeka koje su služile kao hramovi a neprekidno su obnavljane i korištene za ceremonije. Civilizacija je razvila i intenzivno navodnjavanu poljoprivredu. Kulturi moche pripadaju i najbogatije kraljevske grobnice ikada otkrivene u Americi. U grobnicama su pronađeni ostatci Moche vladara zajedno s velikim brojem zlata i drugog nakita. Najpoznatija nalazišta su piramide sunca i mjeseca. Većinu našeg današnjeg znanja o njima proizlazi iz glinenih posuda jer nisu poznavali pismo.

## Sipan
Sipan je jedno od najvažnijih nalazišta kulture Moche. Datiran je u razdoblje od 100. – 700.g. Na ovome je arheološkom lokalitetu u noći 16. veljače 1987. godine, pronađene su nevjerojatne Moche rukotvorine koje su upravo bile oduzete bandi pljačkaša koji su se međusobno borili za njih. Ubrzo je otkriveno mjesto na kojemu su pljačkaši pronašli blago. Bila je to grobnica Moche vladara koja je bogatija od svih drevnih grobnica ikada pronađenih u Amerikama. Vladar je bio pokopan se ukrasima za glavu od perja, zlatnim ukrasima, odjećom ukošenom metalom, ogrlicama od školjaka, brojnim drugim grobnim prilozima i lončarijom. Grobovi dvojce muškaraca i tri žene okruživali su vladarov lijes. Jedan je od njih bio pokopan sa psom. 
Nalazište ne obuhvaća samo grobnice već i ogromne piramide od opeke te sofisticiranu lončariju. Specijalisti su uspjeli identificirati mnoge važne figure i slike s Moche lončarije i arhitektonskih frizova, ali nikada nisu niti slutili da su te figure, prikazane u različitim obredima mogle biti stvarne. Iskapanja Sipana su pokazala da su uistinu bile stvarne jer su oni bili pokopani u velikim i bogatim grobnicama, odjeveni kao figure sa slika, te da su vjerojatno sudjelovali u prikazanim ritualima.

## Religija
Narod Moche je štovao razne ljute bogove, od kojih su mnogi zahtijevali ljudske žrtve. U početku su arheolozi smatrali da brutalne scene koje su prikazane na njihovim lončarijama samo mašta, ali se to pokazalo netočnim kada su otkriveni pravi ostaci žrtvovanih. Pretpostavlja se da su žrtve bili ratni zarobljenici koji su bili žrtvovani pod ciljem da svećenici prikupe što više krvi koja je tekla iz umirućih žrtava. Čitav se obred odvijao na piramidama koje su predstavljale planinske vrhove. Nakon ceremonije bi trupla žrtava bacili na određeni dio piramide na kojemu su tijela trunula pod žarkim suncem. Ovakvi su se rituali običo prakticirali da bi se onemogućile prirodne nepogode koje su signalizirale bijes ljutitih bogova.

## Vanjske poveznice
- Moche  Arhivirana inačica izvorne stranice od 2. travnja 2007. (Wayback Machine)
- Peru: The Moche Culture
- La cultura Moche o Mochica  Arhivirana inačica izvorne stranice od 6. ožujka 2007. (Wayback Machine)